# محطة شامب دو مارس - برج إيفل
محطة شامب دو مارس - برج إيفل (بالفرنسية: Gare du Champ de Mars - Tour Eiffel) هي محطة قطار في باريس، يستوعب موقع المحطة ما مجموعه خمس محطات. بنيت المحطة في الأصل لاستقبال البضائع اللازمة لبناء أجنحة المعرض العالمي لعام 1867، وللمعارض العالمية اللاحقة في 1878 و 1889 و 1900 و 1937.